# Лудвиг III фон Глайхен-Бланкенхайн
Лудвиг III фон Глайхен-Бланкенхайн (на немски: Ludwig II von Gleichen-Blankenhain; † 19 октомври 1586) е граф на Глайхен-Бланкенхайн.

## Произход
Той е най-малкият син на граф Лудвиг II фон Глайхен-Бланкенхайн-Кранихфелд († 1522) и съпругата му Магдалена Ройс фон Плауен († 1521), дъщеря на Хайнрих IX/XIII 'Средни', фогт фон Ройс фон Плауен († 1526/1539) и Катарина фон Глайхен († сл. 1509) или Магдалена фон Шварценберг († 1485). Брат е на Карл III фон Глайхен-Бланкенхайн († 1599), граф на Глайхен-Кранихфелд-Бланкенхайн, Кристоф († 1515) и Волфганг Зигмунд († 1554), граф на Глайхен.
Братята подписват „Формулата на съгласието“ от 1577 и „Книгата на съгласието“ от 1580 г.

## Фамилия
Лудвиг III се жени за бургграфиня Анна фон Кирхберг, дъщеря на бургграф Зигмунд I фон Кирхберг († 1567) и втората му съпруга Лудмила Шенк фон Таутенбург († 1560/сл. 1561). Те нямат деца.

## Галерия
- Замък Глайхен
- Замък Бланкенхайн